# استن ویکرز
استن ویکرز (انگلیسی: Stan Vickers; ۱۸ ژوئن ۱۹۳۲ – ۱۷ آوریل ۲۰۱۳) ورزشکار دو و میدانی اهل بریتانیا بود.